# Elifaz

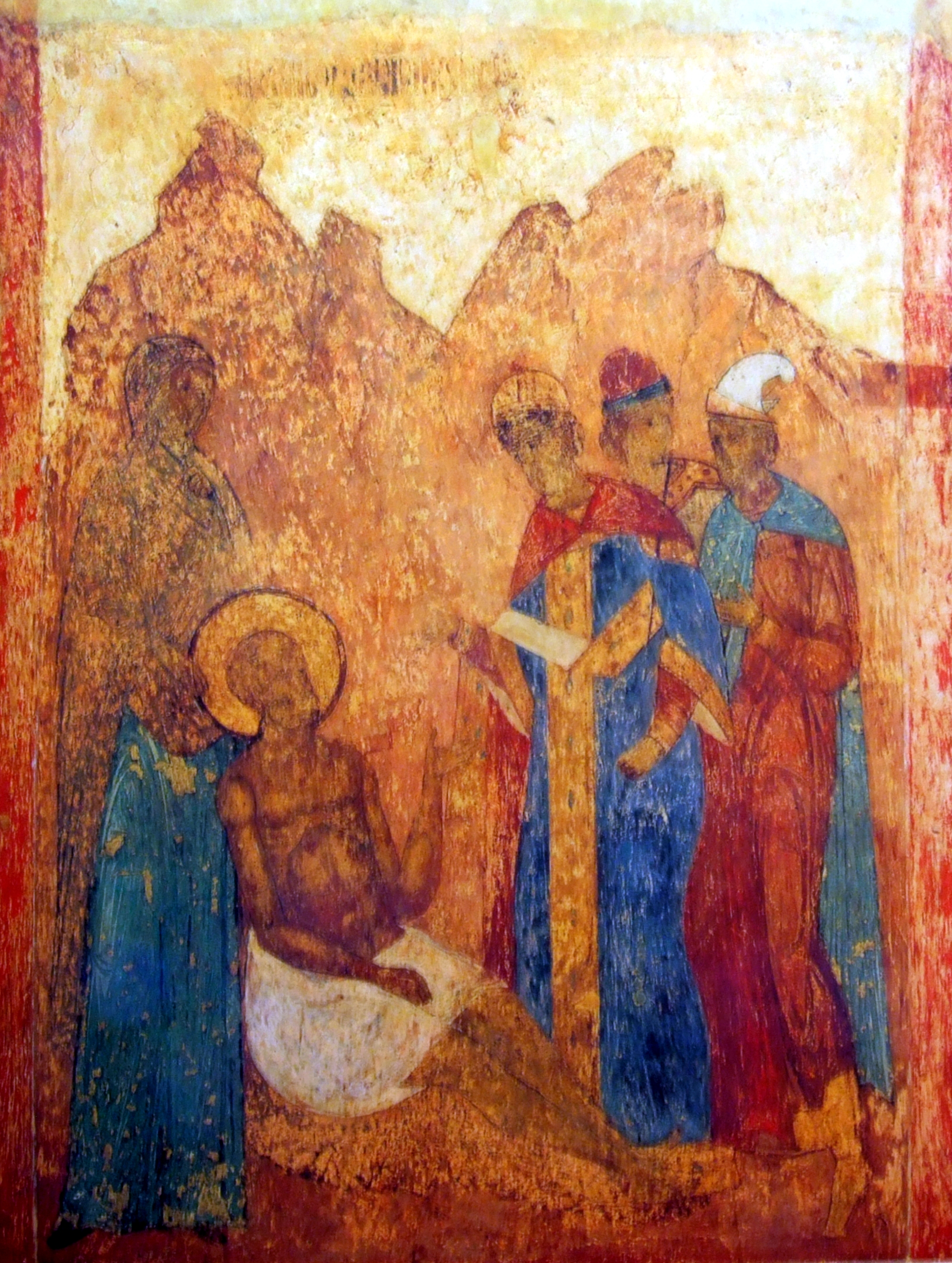

Elifaz – postać biblijna ze Starego Testamentu. Pochodził z Temanu.
Jeden z trzech przyjaciół Hioba, którzy przyszli, gdy spadły na niego nieszczęścia.
Pojawia się w Księdze Hioba 2,11 nn.